# Subdivisões de Estocolmo

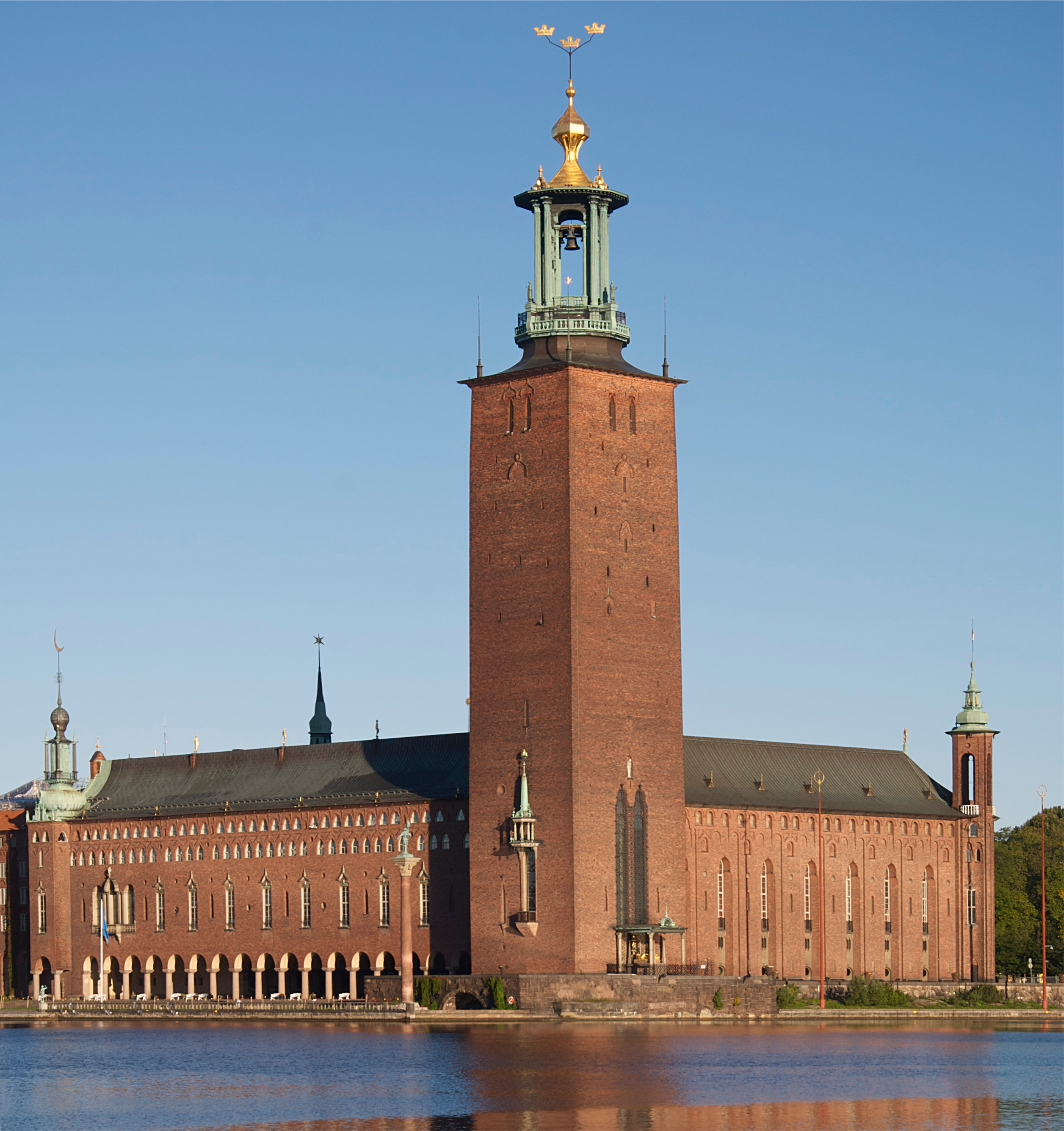
Stockholms stadshus - a Câmara Municipal (br: Prefeitura)

O município de Estocolmo, na Suécia, é uma unidade administrativa com limites geográficos, atribuições e competências definidas.
Está dividido em 3 "zonas administrativas municipais" (stadsområden): Estocolmo Central (Innerstaden), Estocolmo Meridional (Söderort) e Estocolmo Ocidental (Västerort). 
Estas estão por sua vez divididas em 11 "distritos municipais" (stadsdelsområden), os quais são constituídos por 132 "bairros administrativos" (stadsdelar).
Os "distritos municipais" (stadsdelsområden) têm a seu cargo a gestão das escolas, dos serviços sociais, culturais e de lazer da respectiva área. 

### Zonas administrativas municipais - distritos municipais - bairros administrativos
Os "distritos municipais" e respectivos "bairros administrativos" de cada uma dessas três "zonas administrativas municipais" são:
Innerstaden (Centro da cidade)

Distritos municipais de Estocolmo (2007)

- Kungsholmen - Fredhäll, Kristineberg, Kungsholmen, Lilla Essingen, Marieberg, Stadshagen, Stora Essingen, Östra St Göran [2]
- Norra innerstaden - Adolf Fredrik norra, Adolf Fredrik södra, Engelbrekts kyrka, Gustav Vasa, Gärdet, Hedvig Eleonora, Hjorthagen Värtahamnen, Johannes norra, Johannes södra, Klara, Matteus västra, Matteus östra, Oscars Kyrka, Tekniska högskolan, Universitetet [3]
- Södermalm och Gamla stan - Högalid mellersta, Högalid norra, Högalid södra, Katarina västra, Katarina östra, Mariatorget, Reimersholme och Långholmen, Sofia norra, Sofia södra, Storkyrkan, Södra Hammarbyhamnen, Södra station [4]

Västerort (Oeste da cidade)
- Bromma - Abrahamsberg, Alvik, Beckomberga, Blackeberg, Bromma Kyrka, Bällsta, Eneby, Höglandet, Mariehäll, Nockeby, Nockebyhov, Norra Ängby, Olovslund, Riksby, Smedslätten, Stora Mossen, Södra Ängby, Traneberg, Ulvsunda, Ulvsunda industriområde, Åkeshov, Åkeslund, Ålsten, Äppelviken [5]
- Hässelby-Vällingby - Grimsta, Hässelby gård, Hässelby strand, Hässelby villastad, Kälvesta, Nälsta, Råcksta, Vinsta  Vällingby [6]
- Järva - Akalla, Bromsten, Flysta, Hansta, Husby, Kista,  Lunda, Rinkeby, Solhem, Sundby, Tensta [7]

Söderort (Sul da cidade)
- Enskede-Årsta-Vantör - Bandhagen, Enskede gård, Enskedefältet, Gamla Enskede, Hagsätra, Högdalen, Johanneshov, Rågsved, Stureby, Årsta, Örby, Östberga [8]
- Farsta - Fagersjö, Farsta Strand, Gubbängen, Hökarängen, Larsboda, Sköndal, Svedmyra, Tallkrogen [9]|
- Hägersten-Älvsjö - Aspudden, Fruängen, Gröndal, Herrängen, Hägersten, Hägerstensåsen, Liljeholmen, Liseberg, Långbro, Långsjö, Midsommarkransen, Mälarhöjden, Solberga, Västberga, Västertorp, Älvsjö, Örby slott [10]
- Skarpnäck - Bagarmossen, Björkhagen, Enskededalen, Hammarbyhöjden, Kärrtorp, Skarpnäcks gård [11]
- Skärholmen - Bredäng, Skärholmen, Sätra, Vårberg [12]